# Verwaltungsgemeinschaft Oppurg
In der thüringischen Verwaltungsgemeinschaft Oppurg aus dem Saale-Orla-Kreis haben sich 13 Gemeinden zur Erledigung ihrer Verwaltungsgeschäfte zusammengeschlossen. Sie liegt zwischen den Städten Pößneck und Neustadt an der Orla.
Sitz der Verwaltungsgemeinschaft ist Oppurg.

## Die Gemeinden
In Klammern die urkundliche Ersterwähnung
- Bodelwitz (1350)
- Döbritz (1350)
- Gertewitz (1350)
- Grobengereuth (24. Januar 1500); mit Ortsteil Daumitsch (18. Juli 1422)
- Langenorla (18. Juli 1123); mit den Ortsteilen Kleindembach (1366) und Langendembach (11. November 1299) (seit 1995)
- Lausnitz bei Neustadt an der Orla (8. Juni 1266)
- Nimritz (Dezember 1074)
- Oberoppurg (1378)
- Oppurg (Dezember 1074) mit den Ortsteilen Kolba (1. Mai 1323) und Rehmen (1350)
- Quaschwitz (1350)
- Solkwitz (Dezember 1074)
- Weira (31. Juli 1307); mit dem Ortsteil Krobitz (Dezember 1074)
- Wernburg (1. Juni 1320)

## Geschichte
Die Verwaltungsgemeinschaft wurde am 4. Februar 1991 gegründet. Grobengereuth trat der Verwaltungsgemeinschaft zum 18. März 1994 bei. Zum 30. Juni 1994 schlossen sich die Gemeinden Lausnitz, Quaschwitz und Weira an. Zum 28. Juli 1995 trat die Gemeinde Langenorla der Verwaltungsgemeinschaft bei.

### Einwohnerentwicklung
Entwicklung der Einwohnerzahl (Stand: jeweils 31. Dezember):
| - 1994: 4.948 - 1995: 6.714 - 1996: 6.733 - 1997: 6.691 - 1998: 6.738 - 1999: 6.618 | - 2000: 6.622 - 2001: 6.535 - 2002: 6.463 - 2003: 6.369 - 2004: 6.361 - 2005: 6.321 | - 2006: 6.245 - 2007: 6.201 - 2008: 6.144 - 2009: 6.056 - 2010: 6.019 - 2011: 5.757 | - 2012: 5.700 - 2013: 5.658 - 2014: 5.614 - 2015: 5.600 - 2016: 5.547 - 2017: 5.478 | - 2018: 5.409 - 2019: 5.371 - 2020: 5.375 - 2021: 5.316 - 2022: 5.310 - 2023: 5.315 |

 Datenquelle: Thüringer Landesamt für Statistik